# Алексіс Фліпс
Алексіс Лоран Патріс Роже Фліпс (фр. Alexis Laurent Patrice Roge Flips, нар. 18 січня 2000, Вільнев-д'Аск, Франція) — французький футболіст, вінгер бельгійського «Андерлехта».

## Ігрова кар'єра

### Клубна
Алексіс Фліпс є вихованцем футбольної академії «Лілля», де він займався з восьмирічного віку. У 2017 році футболіст потрапив до другої команди «Лілля» і виступав у четвертому дивізіоні чемпіонату Франції. Влітку 2019 року для набору ігрової практки Фліпса було відправлено в оренду у клуб Ліги 2 «Аяччо», де він і провів наступний сезон.
Так і не ставши гравцем основи «Лілля», після повернення з оренди Фліпс перейшов до клубу Ліги 1 «Реймс», де також починав грати за дублюючий склад. Першу гру в основі Фліпс провів у травні 2021 року проти «Німа», коли у дуругому таймі вийшов на заміну і через сім хвилин відзначився забитим голом.
У серпні 2023 року підписав контракт на 5 років з бельгійським клубом «Андерлехт».

### Збірна
З 2015 року Алексіс Фліпс є активним гравцем юнацьких збірних Франції всіх вікових категорій.